# Olivo Maronese
Olivo Maronese (Pasiano, 11 febbraio 1916 – Russia, 20 gennaio 1943) è stato un militare italiano insignito della medaglia d'oro al valor militare alla memoria nel corso della seconda guerra mondiale.

## Biografia
Nacque a Pasiano nel 1916, figlio di Olino e Angela Casagrande. Dopo aver compiuti gli studi elementari nel suo paese natale, si trasferì a seguito della famiglia di modesti agricoltori, a Meduna di Livenza. Nel maggio del 1938 venne chiamato a prestare servizio militare di leva nel Regio Esercito e destinato al gruppo alpini "Conegliano" del 3º Reggimento artiglieria da montagna. Nell'aprile del 1939 prese parte con il grado di caporale maggiore, all'occupazione dell'Albania. Rimpatriato per malattia nel settembre successivo, riprese servizio in Patria nel gruppo "Tagliamento" e trattenuto in servizio attivo, rientrò poi al gruppo "Conegliano", equipaggiato con gli obici da 75/13, in Albania nel settembre 1940. Con la 15ª batteria partecipò, dal 28 ottobre, alle operazioni belliche svoltesi sul fronte greco-albanese, partecipando ai combattimenti del Pindo, dello Scindeli e del Golico per i quali il 3º Reggimento artiglieria da montagna si meritò la medaglia d'oro al valor militare. Rimpatriato nel maggio 1942, nell'agosto successivo partì per la l'Unione Sovietica al seguito dell'ARMIR. Dal 1º ottobre 1942, fu nominato capopezzo. Cadde in combattimento il 20 gennaio 1943, nel corso della seconda battaglia difensiva del Don, e fu insignito della medaglia d'oro al valor militare alla memoria.
Il gruppo dell'Associazione Nazionale Alpini di Thunder Bay, sezione Canada, è a lui intitolato. Il gruppo A.N.A. di Pasiano, sezione di Pordenone, nel
2009 ha inaugurato nella sua sede un'insegna, opera in pietra finemente scolpita e rifinita in metallo, dedicata al caporale maggiore Olivo Maronese.
A Meduna di Livenza (provincia di Treviso) una lapide ne ricorda la figura. Una via di Roma porta il suo nome.